# Rising (Mezzoforte)
Rising is de naam van het achtste album (het zesde album met nieuwe tracks) van de IJslandse funk-/fusion-band Mezzoforte uit 1985. Het album werd als langspeelplaat voor de eerste keer uitgegeven in 1985, in 1991 volgde er een cd-uitgave en in 1995 werd een digitaal geremasterde uitgave met een andere hoes uitgebracht. Op dit album zijn voornamelijk de vier vaste leden Karlsson, Gunnarsson, Briem en Asmundsson als kwartet te horen; er doen slechts twee gastmuzikanten mee. Het intro van de eerste track Check it in is eind jaren tachtig ook gebruikt als tune van het televisieprogramma AVRO's Sportpanorama.

## Tracks
1. "Check it in" E. Gunnarsson/F. Karlsson/J. Asmundsson/G. Briem - 2:02
2. "Take off" E. Gunnarsson - 5:40
3. "Happy hour" F. Karlsson - 5:31
4. "Waves" 1) E. Gunnarsson - 5:37
5. "Blizzard" E. Gunnarsson - 4:00
6. "Solid" F. Karlsson - 4:02
7. "Northern comfort" E. Gunnarsson - 4:49
8. "Fiona" F. Karlsson - 5:31
9. "Rising" F. Karlsson - 4:30
10. "Check it out" E. Gunnarsson - 3:25

1) Op de hoes staat per abuis F. Karlsson als componist vermeld.

## Discografie
Van "Take off" is ook een single verschenen, die in 1985 de Tipparade haalde.

### Singles
| Single met eventuele hitnotering(en) in de Nederlandse Top 40 | Datum van verschijnen | Datum van binnenkomst | Hoogste positie | Aantal weken | Opmerkingen |
| ------------------------------------------------------------- | --------------------- | --------------------- | --------------- | ------------ | ----------- |
| Take off                                                      |                       | 1-3-1985              | tip             |              |             |

## Bezetting

### Vaste bandleden
- Friðrik Karlsson - gitaar, gitaarsynthesizer
- Eyþór Gunnarsson - toetsen, synthesizer
- Jóhann Ásmundsson - basgitaar
- Gulli Briem - drums, percussie

### Gastmuzikanten
- Dale Barlow - saxofoon
- Frank Ricotti - percussie